# Glacière (metropolitana di Parigi)
Glacière è una stazione sulla linea 6 della metropolitana di Parigi, sita nel XIII arrondissement di Parigi.

## La stazione
La stazione venne aperta nel 1906.

## Origine del nome
In questo quartiere, la Bièvre (piccolo affluente della Senna), formava numerose pozze d'acqua dove le greggi si abbeveravano. In inverno queste pozze ghiacciavano fornendo così ghiaccio per l'estate. Da qui il nome Glacière dato alla stazione.
Victor Hugo ha ambientato un episodio del suo romanzo  Les Misérables, in rue du Champ de l'Alouette, dove, secondo lo scrittore, si trovavano delle concerie.

## Interconnessioni
- Bus RATP - 21